# Matthew Carter

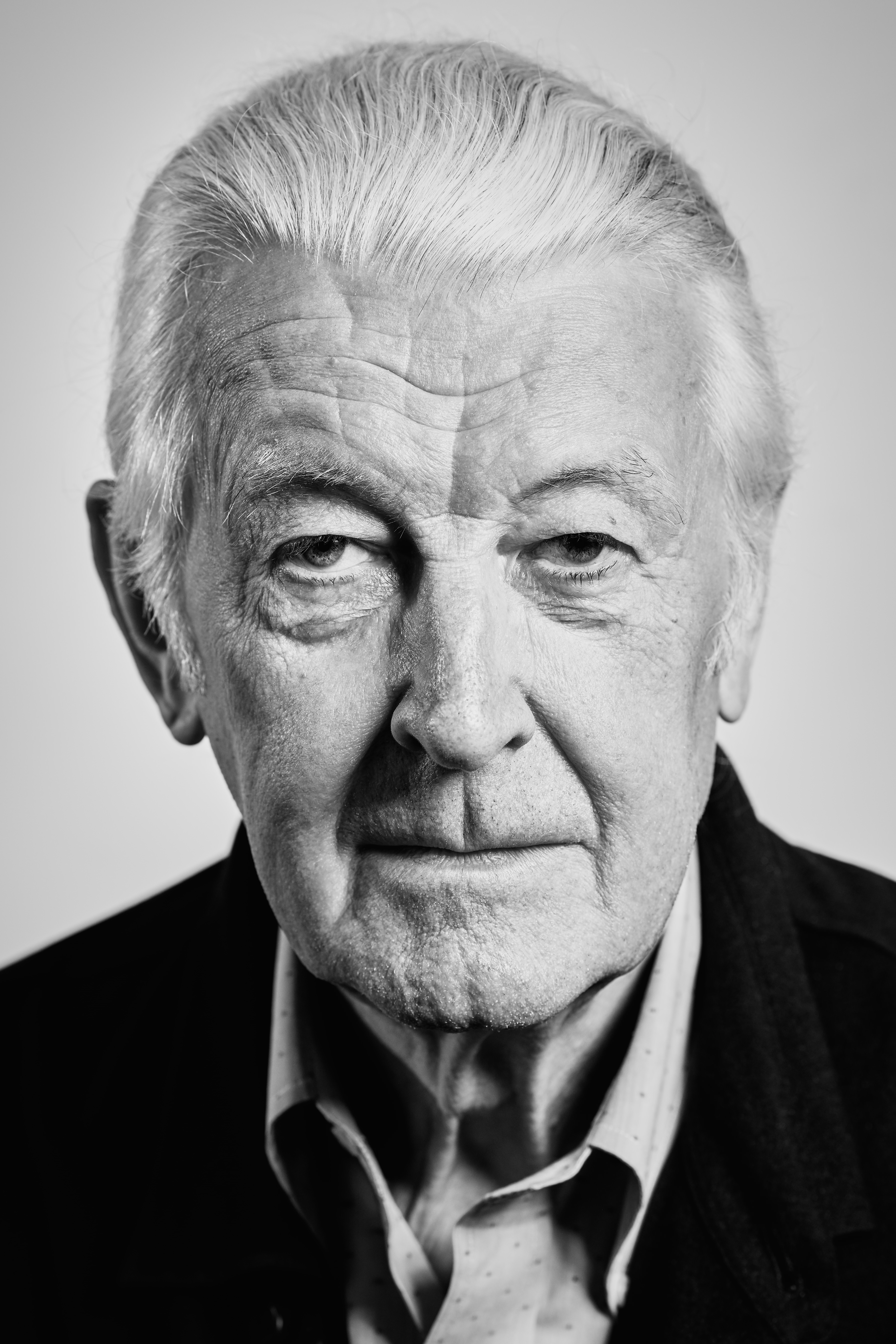
Matthew Carter, 2018

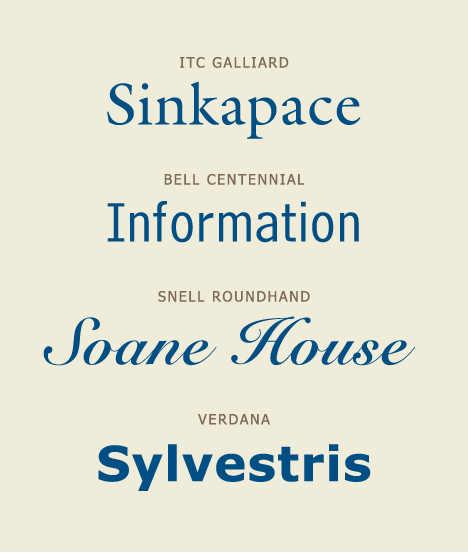
Schriften von Matthew Carter

Matthew Carter CBE (* 1. Oktober 1937 in London) ist ein britischer Schriftgestalter.

## Leben
Matthew Carter ist Sohn des Schrifthistorikers und Typografen Harry Carter, der sich hauptberuflich bei der Oxford University Press mit der Geschichte der Druckkunst befasste. Nach der Zulassung zum Studium an der Universität Oxford 1955 nutzte er die verbleibende Zeit bis Studienbeginn zu einem Praktikum bei der Schriftgießerei und Druckerei Johannes Enschedé en Zonen in Haarlem, Niederlande. Hier erlernte er auch die Stempelschneiderei, also die manuelle Erstellung von Metallpatrizen für die Erstellung von Schriftgussformen. Auch studierte er in dieser Zeit historische Schriftvorlagen des 16. Jahrhunderts. 1956 entschloss sich Matthew Carter, nicht zu studieren, sondern seinem Vater beim Aufbau eines Museums über die Oxford University Press zu helfen. Außerdem arbeitete er freiberuflich als Buch- und Schriftgestalter.
1963 arbeitete er als typografischer Berater für den britischen Fotosatzmaschinen-Hersteller Crosfield Electronics. Bei einer Zusammenarbeit mit Deberny & Peignot in Paris lernte er Adrian Frutiger kennen. 1965 zog er in die USA um und arbeitete für die nächsten sechs Jahre als Schriftentwickler bei der Mergenthaler Linotype Company in Brooklyn, New York City und anschließend als freiberuflicher Schriftdesigner für verschiedene Linotype-Gesellschaften in den USA und Europa.
Matthew Carter war 1981 Mitbegründer der Schriftenfirma Bitstream Inc. in Cambridge (Massachusetts) – in den 1980er Jahren ein bekannter Anbieter qualitativ hochwertiger PostScript-Fonts. 1991 verließ er Bitstream mit Cherie Cone. Zusammen betreiben sie seitdem die Carter & Cone Type, Inc., ebenfalls in Cambridge (Massachusetts).

## Ämter und Auszeichnungen
- 1977 Berufung zum Senior Critic für Graphikdesign an der School of Fine Arts der Yale University
- 1978 Berufung zum Mitglied der Alliance Graphique Internationale (AGI)
- 1981 Royal Designer for Industry, Royal Society of Arts
- 1986 Frederic W. Goudy Award
- 1995 Middleton Award des American Center for Design
- 1995 AIGA, Goldmedaille
- 1996 Chrysler Award für Innovation des Designs
- 1997 Auszeichnung mit der TDC-Medaille des Type Directors Club für seine Beiträge zur Typographie
- 1998 Vadim Award
- 2010 MacArthur Fellowship[4]
- 2011 National Design Award
- 2020 Commander des Order of the British Empire

### Ausstellungen
- 2002 Typographically Speaking: The Art of Matthew Carter exhibition, University of Maryland
- 2005 Typographically Speaking: The Art of Matthew Carter exhibition, anlässlich der Jahreskonferenz der ATypI in Helsinki

## Werk
Einige der von Matthew Carter gestalteten Schriften sind:
Bell Centennial, Cascade Script, Bitstream Charter, ITC Galliard, Olympian, Mantinia, Miller, Shelley Script, Snell Roundhand, Skia und die Sophia. Für Microsoft gestaltete er die Georgia (mit den Varianten Georgia Ref und MS Reference Serif) und die Verdana (mit den Varianten Verdana Ref und MS Reference Sans Serif sowie den abgeleiteten Fonts Tahoma und Meiryo).
Er zählt neben Hermann Zapf, Adrian Frutiger oder Erik Spiekermann zu den Pionieren der Computerschriftentwicklung.